# 22758 Lemp
22758 Lemp (1998 WP18) là một tiểu hành tinh vành đai chính được phát hiện ngày 21 tháng 11 năm 1998 bởi nhóm nghiên cứu tiểu hành tinh gần Trái Đất phòng thí nghiệm Lincoln ở Socorro.